# Мошкіно (Ленінградська область)
Мошкіно (рос. Мошкино) — присілок у Лодєйнопольському районі Ленінградської області Російської Федерації.
Населення становить 508 осіб. Належить до муніципального утворення Доможировське сільське поселення.

## Історія
Згідно із законом від 20 вересня 2004 року № 63-оз належить до муніципального утворення Доможировське сільське поселення.

## Населення
| 1879 | 1950 | 1997 | 2007 | 2010 | 2014 |
| ---- | ---- | ---- | ---- | ---- | ---- |
| 36   | ↗107 | ↗610 | ↘552 | ↘371 | ↗508 |